# 손정은 (아나운서)
손정은(1980년 11월 7일 ~ )은 대한민국의 아나운서다.

## 학력
- 서울가동초등학교
- 석촌중학교
- 이매고등학교
- 한국외국어대학교 용인캠퍼스 불어학과
- 서강대학교 정치외교학, 신문방송학 학사 (편입)

## 경력
- 2004년 ~ 2006년 : 부산MBC 아나운서(계약직)
- 2007년 ~ 2021년 12월 : MBC 아나운서실 아나운서[1]
- 2008년 12월 : 환경부 기후변화대응 홍보대사
- MBC 아나운서국 차장

## 진행

### MBC TV 방송
| 연도                  | 제목                                       | 담당     | 비고   |
| --------------------- | ------------------------------------------ | -------- | ------ |
| 2007.3 ~ 2008.3       | MBC 스포츠뉴스                             | 진행     | 주말   |
| 2007.5 ~ 2008.3       | 지피지기                                   | 진행     |        |
| 2008.3 ~ 2010.6       | MBC 뉴스데스크                             | 진행     | 주말   |
| 2017.12 ~ 2018.07     | MBC 뉴스데스크                             | 진행     | 평일   |
| 2010.6 ~ 2012.1       | MBC 뉴스투데이                             | 진행     | 평일   |
| 2011.3 ~ 2011.6       | 우리들의 일밤 - 아나운서 공개채용 신입사원 |          |        |
| 2012.11               | MBC 스페셜 - 쉿! 비밀이 아니에요           | 내레이션 |        |
| -                     | W                                          | 임시진행 | 교양   |
| 2017.12               | PD 수첩                                    | 진행     | 교양   |
| -                     | 휴먼다큐 사람이 좋다                       | 내레이션 | 교양   |
| 2018.9 ~ 2019.11.9    | 탐나는 TV                                  | 진행     | 교양   |
| 2019.3.27 ~ 2019.5.16 | 더 뱅커                                    | 신지희   | 드라마 |
| 2020.1.1 ~ 2020.8.27  | 생방송 오늘아침                            | 진행     |        |

### MBC 라디오 프로그램
- MBC 표준FM
  - 《새벽이 아름다운 이유 손정은입니다》(2007년 4월 24일~2008년 10월 19일)
  - 《보고 싶은 밤 손정은입니다》(2008년 10월 20일~2010년 10월 17일)
  - 《손정은의 영화는 영화다》(2013년 6월 24일~2013년 9월 2일)

## 수상 경력
- 2010년 - MBC 창사 49주년 기념식 우수상